# Strmec Remetinečki
Strmec Remetinečki is een plaats in de gemeente Novi Marof in de Kroatische provincie Varaždin. De plaats telt 482 inwoners (2001).